# Richard Estes
Richard Estes (Kewanee, Illinois, 14 mei 1932) is een Amerikaans schilder, fotograaf en graficus behorend tot het hyper- of fotorealisme.
Van 1952 tot 1956 studeerde Estes aan het Art Institute of Chicago. Hij legde zich daar toe op figuurtekenen en traditionele schilderkunst. Na zijn studie verhuisde hij naar New York, waar hij zijn brood verdiende met illustraties en lay-outs. In de avonduren bleef hij schilderen en vanaf 1966 wijdde hij zich geheel aan de schilderkunst. Hij exposeerde werk op de Biënnale van Venetië en documenta, beide in 1972.
Estes concentreerde zich voornamelijk op het stadsleven. Hij schilderde alledaagse New Yorkse stadsscènes, later overgaand op beelden van etalageruiten waarin auto's en gebouwen vervormd worden gereflecteerd. Mensen ontbreken in zijn werk echter vrijwel geheel. Naast schilderijen maakt Estes ook zeefdrukken. In 1968 had hij een eerste eigen tentoonstelling in de galerie van Allan Stone in New York.
Zijn werk is opgenomen in diverse belangrijke Amerikaanse museumcollecties.